# Zoro
Zorro (яп. ゾロ) — японская осяр-кэй рок-группа. Все участники за исключением гитариста, являются бывшими участниками группы Soroban.

## История
Впервые группа появилась в Liquidroom Ebisu 5 марта 2007 года где сыграла свой первый концерт. В то время у них ещё не было барабанщика. В апреле их песня 1888 попала на сборник «Hevn Ura Kaizoku Ban 004». Она отличалась от творчества Soroban, и была менее тяжёлым что сначала не понравилось их старым поклонникам.
В июне к ним присоединился Yuuya их коллега по Soroban, и в августе они выпустили свой первый мини-альбом «APOLLO». Остальное время группа много гастролировала, а 8 февраля 2008 они отыграли свой первый сольный концерт.
В конце 2010 года, zoro объявили о временной приостановке деятельности в связи с уходом из группы барабанщика Yuuya и гитариста Taizo. Сейчас оставшиеся Tatsuhi и Ryuuji активно ищут новых участников.

## Дискография
Albums
| Title                                                   | Release Date      | Label               | Type       |
| ------------------------------------------------------- | ----------------- | ------------------- | ---------- |
| Core (通常盤; Regular Edition)                          | September 9, 2009 | Danger Crue Records | album      |
| COSMO -Stainless Music-, COSMO -ステンレスミュージック- | August 20, 2008   | Danger Crue Records | album      |
| APOLLO (Regular Edition), APOLLO (通常盤)               | August 29, 2007   | Danger Crue Records | mini-album |

Singles
| Title                                                          | Release Date    | Label               | Type        |
| -------------------------------------------------------------- | --------------- | ------------------- | ----------- |
| HOUSE・OF・MADPEAK                                             | August 11, 2010 | DANGER CRUE RECORDS | maxi-single |
| GOLD CARD                                                      | March 3, 2010   | DANGER CRUE RECORDS | maxi-single |
| Playear                                                        | March 18, 2009  | DANGER CRUE RECORDS | maxi-single |
| Lost Technology (Regular Edition), ロストテクノロジー (通常盤) | March 5, 2008   | DANGER CRUE RECORDS | maxi-single |

PVs
| Title                             | Release Date | Label               | Type |
| --------------------------------- | ------------ | ------------------- | ---- |
| DYNAMITE FLAVOR                   | May 27, 2009 | DANGER CRUE RECORDS | PV   |
| Latency Snow レイテンシー・スノウ | May 27, 2009 | DANGER CRUE RECORDS | PV   |
| timeland                          | May 27, 2009 | DANGER CRUE RECORDS | PV   |